# Hepatitis autoimmunitària
L'hepatitis autoimmunitària és una malaltia autoimmunitària crònica que afecta el fetge, és quan el sistema immunitari ataca les pròpies cèl·lules del fetge que s'ocasiona la inflamació del fetge (o hepatitis). Alguns dels símptomes inicials comuns inclouen fatiga o dolors musculars, i entre els signes d'inflamació hepàtica aguda s'inclouen febre, icterícia i dolor a l'hipocondri dret. Les persones amb hepatitis autoimmunitària sovint no tenen símptomes inicials i la malaltia es detecta mitjançant proves de funció hepàtica que resulten ser anormals.
Una presentació anòmala de l'antigen leucocitari humà (HLA) classe II a la superfície de les cèl·lules del fetge, possiblement a causa de la predisposició genètica o infecció hepàtica aguda, provoca una resposta immunitària mediada per cèl·lules contra el propi fetge, i acaba causant l'hepatitis autoimmunitària. Aquesta resposta immunitària causa la inflamació del fetge, el que pot donar lloc a nous símptomes i complicacions com la fatiga i la cirrosi. La malaltia pot ocórrer en qualsevol grup ètnic i en qualsevol edat, però més sovint es diagnostica en pacients entre quaranta i cinquanta anys.

## Classificació
Es reconeixen quatre subtipus, però la seva utilitat clínica és limitada.
1. ANA i SMA positius,[4] immunoglobulina G elevada (forma clàssica, respon bé als glucocorticoides a dosis baixes);
2. LKM-1 (generalment a nenes i adolescents dones, la malaltia pot ser greu), LKM-2 o LKM-3 positius;
3. anticossos positius contra l'antigen hepàtic soluble[5] (aquest grup es comporta com a grup 1)[6] (anti-SLA, anti-LP)